# Juana Marta Rodas
Juana Marta Rodas (8 tháng 2 năm 1925 – 8 tháng 8 năm 2013) là một nghệ sĩ người Paraguay.

## Tiểu sử
Rodas sinh ngày 8 tháng 2 năm 1925 tại Itá thuộc Bộ Trung ương, một thành phố có biệt danh là Thủ đô của Gốm sứ. Bà mất vào ngày 8 tháng 8 năm 2013.
Bà được mẹ là Juana de Jesús Oviedo và bà ngoại María Balbina Cuevas giáo dục về nghệ thuật gốm sứ. Bản thân bà cũng truyền đạt kiến thức của mình cho con gái, người là cộng sự của bà và cũng là nhà chế tác nổi tiếng, Julia Isídrez. Họ cùng nhau tổ chức triển lãm quốc tế và nhận được nhiều giải thưởng quốc tế.
Tác phẩm của Rodas thuộc thể loại nghệ thuật hiện đại, đặc trưng là đồ gốm truyền thống của vùng nông thôn dòng Tên bí ẩn. Josefina Pla đã mô tả tác phẩm của bà là "tác phẩm điêu khắc vi mô" trong cuốn sách La cerámica popular Paraguayaya. Tác phẩm của bà hiện được trưng bày trong các bộ sưu tập tư nhân, trung tâm văn hóa và bảo tàng ở Paraguay và nước ngoài.

## Triển lãm
Tác phẩm của Rodas và Isídrez đã được trưng bày tại nhiều cuộc triển lãm ở Paraguay và nước ngoài. Dưới đây là một số:
- 1976. Phòng trưng bày UNESCO, Paris
- 1992 và 1993: Phòng trưng bày Fábrica, Asunción
- 1994: Salon of the Biennale Martel, Trung tâm Thành phố Văn hóa, Asunción
- 1995: Phòng trưng bày Lamarca, Asunción
- 1995: Trung tâm nghệ thuật thị giác, Museo del Barro, Asunción
- 1996: Phòng trưng bày Fábrica, Asunción
- 1997: Phòng trưng bày Lamarca, Asunción
- 1998 và 1999: Trung tâm nghệ thuật thị giác, Museo del Barro, Asunción
- 1999: Biennale of the Mercosur, Porto Alegre
- 2007: Hội chợ quốc tế lần thứ 16 ARte COntemporáneo (ARCO), Madrid
- 2008: Triển lãm quốc tế về nghệ thuật truyền thống lần thứ 35, Đại học Công giáo Chile, Santiago
- 2009: Bảo tàng Nghệ thuật Thủ công Đương đại Chile, Santiago

## Giải thưởng
Rodas đã nhận được nhiều giải thưởng, cùng với con gái Julia Isídrez:
- 1994: Giải thưởng Lớn, Biennale of Martel của Nghệ thuật thị giác, Trung tâm Thành phố Văn hóa, Asunción
- 1998: Giải thưởng của thành phố Madrid
- 1999: Giải thưởng Prince Claus
- 1999: Giải thưởng dành cho Nghệ sĩ thủ công xuất sắc nhất của UNESCO, Bộ trung ương và Hecho à Mano
- 2001: Giải nhất về nghệ thuật truyền thống, Cooperativa Universitaria
- 2008: Giải thưởng Lorenzo Berg Salvo, Đại học Công giáo Chile, Santiago
- 2009: Grand Cross của Huân chương Quốc gia, Pháp